# Никоновский переулок
Ни́коновский переу́лок — улица в центре Москвы в Тверском районе между 1-м и 3-м Самотёчными переулками.

## Происхождение названия
Бывший Тупой переулок. В 1880-х годах получил название Никоновский проезд по имени патриарха Никона, поскольку находился на землях, принадлежавших основанному им Новоиерусалимскому монастырю. С 1939 года — Никоновский переулок.

## Описание
Никоновский переулок расположен в районе Самотёки. Он начинается от 1-го Самотёчного переулка и проходит на северо-восток параллельно 4-му до 3-го Самотёчного.

## Примечательные здания
По нечётной стороне:
- № 3/1 — гостиница «Никоновка»;
- № 5 — детский сад № 1387;

По чётной стороне: